# Preuve empirique
Cet article concerne le terme générique. Pour l'application du concept à la médecine, voir Preuve empirique en médecine.
Preuve empirique, données ou connaissance, aussi appelée expérience des sens, est un terme collectif pour désigner la connaissance ou les sources de la connaissance acquise au moyen des sens, en particulier par l'observation et l'expérimentation. Le terme vient du mot grec ancien pour expérience, ἐμπειρία (empeiría).
Après Emmanuel Kant, il est habituel en philosophie d'appeler une connaissance ainsi acquise connaissance a posteriori. Cela en opposition à une connaissance a priori, connaissance accessible à partir de la pensée spéculative seule.

## Signification
Une preuve empirique est une information qui justifie une croyance dans la vérité ou la fausseté d'une allégation. Du point de vue empiriste, on ne peut prétendre avoir une connaissance que lorsque l'on dispose d'une véritable croyance fondée sur des preuves empiriques. Ceci s'oppose au point de vue rationaliste selon lequel la raison ou la seule réflexion est considérée comme une preuve de la vérité ou de la fausseté de certaines propositions. Les sens sont la principale source de preuves empiriques. Bien que d'autres sources de données, telles que la mémoire et le témoignage d'autres, remontent finalement à une expérience sensorielle donnée, elles sont considérées comme secondaires, ou indirectes.
Dans une autre acception, la preuve empirique peut être synonyme de résultat d'une expérience. En ce sens, un résultat empirique est une confirmation unifiée[Quoi ?]. Dans ce contexte, le terme « semi-empirique » est utilisé pour qualifier les méthodes théoriques qui utilisent, en partie, des axiomes de base ou des lois scientifiques postulées et des résultats expérimentaux. Ces méthodes sont opposés aux méthodes théorique ab initio, méthodes qui sont purement déductives et fondées sur des principes premiers.
Dans les sciences, une preuve empirique est nécessaire pour qu'une hypothèse soit acceptée par la communauté scientifique. Cette validation est normalement réalisée par la méthode scientifique de l'engagement d'hypothèse, un plan d'expériences, une évaluation par les pairs, un examen contradictoire, la reproduction des résultats, des conférences de présentation et des publications scientifiques. Cela nécessite une communication rigoureuse de l'hypothèse (généralement exprimée en termes mathématiques), des contraintes expérimentales et des contrôles (exprimés nécessairement en termes de dispositif expérimental standard) et une compréhension commune de la mesure.
Les affirmations et arguments qui dépendent de preuves empiriques sont souvent qualifiés d'a posteriori (« à la suite de l'expérience ») par opposition à a priori (« qui la précède »). La connaissance ou justification a priori est indépendante de l'expérience (par exemple « Tous les célibataires ne sont pas mariés »), alors que la connaissance ou la justification a posteriori dépend de l'expérience ou de preuves empiriques (par exemple « Certains célibataires sont très heureux »). La notion de distinction entre a priori et a posteriori comme équivalent à la distinction entre connaissances empiriques et non empiriques provient de la Critique de la Raison pure de Kant.
Le point de vue positiviste standard de l'information acquise de manière empirique est que l'observation, l'expérience, et l'expérimentation servent d'arbitres neutres entre théories concurrentes. Cependant, depuis les années 1960, une critique persistante souvent associée à Thomas Kuhn fait valoir que ces méthodes sont influencées par les croyances et les expériences antérieures. Par conséquent, on ne peut s'attendre à ce que deux scientifiques lors d'une observation, d'une expérience ou d'une expérimentation sur un même événement fassent les mêmes observations neutres de théorie[pas clair]. Le rôle de l'observation comme arbitre indépendant d'une théorie peut ne pas être possible. La dépendance à la théorie de l'observation signifie que, même s'il existait des méthodes d'inférence et d'interprétation convenues, les scientifiques pourraient encore être en désaccord sur la nature des données empiriques.

## Source de la traduction
- (en) Cet article est partiellement ou en totalité issu de l’article de Wikipédia en anglais intitulé « Empirical evidence » (voir la liste des auteurs).